# Cimetière de Cypress Hills
Le cimetière de Cypress Hills est le premier cimetière non sectaire organisé dans l'arrondissement de Brooklyn de New York. Il est localisé au 833 Jamaica Avenue à Brooklyn. Établi en 1848, une section du cimetière est désignée comme cimetière national des États-Unis afin d’accueillir des tombes militaires pour les soldats morts pendant la guerre de Sécession.

## Personnalités inhumées
- Eubie Blake (1883-1983), musicien de jazz,
- Langley Collyer (1885-1947) (syllogomane),
- Homer Lusk Collyer (1881-1947) (autre syllogomane),
- John Cook (1830-1859), abolitionniste américain
- James J. Corbett (1866-1933), champion du monde de boxe, catégorie Poids Lourd,
- Monk Eastman aka Joseph Morris (1873-1920), chef d’un gang de New York, héros militaire,
- Gloria Foster (1933-2001), actrice,
- Uriah Phillips Levy (1792-1862), Amiral dans l’U.S. Navy, héros de guerre,
- Piet Mondrian (1872-1944), peintre hollandais,
- Victor Moore (1876-1962), acteur, comique de variété,
- Jackie Robinson (1919-1972), joueur de baseball,
- Arthur Alfonso Schomburg (1874-1938), fondateur du Arthur Schomburg Center for Research in Black Culture,
- Mae West (1893-1980), actrice,
- Peter Williams Jr. (1780-1840) premier évêque afro-américain de l'Église épiscopalienne des États-Unis,.